# Tmesisternus lineatus
Tmesisternus lineatus är en skalbaggsart som beskrevs av Macleay 1886. Tmesisternus lineatus ingår i släktet Tmesisternus och familjen långhorningar. Inga underarter finns listade i Catalogue of Life.